# Клементина Чарторийська
Клементина Марія Тереза Санґушкова, уроджена Чарторийська (нар. 30 вересня 1780 р. у м. Корець (Рівенська область) - пом. 2 березня 1852 р. у Гумніській  – польська дворянка, донька  Дороти Барбари Яблоновської (1760-1844) та Юзефа Клеменса Чарторийського (1740 - 1810)

## Життєпис
У 1795 року вона подорожувала з батьком до Саксонії.
26 червня 1798 року вийшла заміж за Євстахія Еразма Сангушка.
Народилося троє дітей: 
дочка Дорота (1799-1821) 
син Роман (1800-1881) 
син Владислав Єронім (1803-1870). 
У 1810 році повернулася до Польщі назавжди; 
З 1813 року  оселилася у Славуті. Облаштувала бібліотеку (на основі книжкової колекції батька), яка налічувала 6000 томів. Збудувала церкву Святої Дороти у Славуті на честь доньки Дороти (раптово померла). 
Їй вдалося запобігти конфіскації сімейного маєтку як покарання за участь сина Романа у Листопадовому повстанні, а також приложила зусилля щодо звільнення сина із заслання, використовуючи своє колишнє знайомство з Кароліною Гогенцоллерн, тодішньою імператрицею Олександрою.
У 1832 - 1835 р.  вела щоденник, який був опублікований у 1927 році. 
У 1837 році тяжко захворіла і лікувалася у Кароля Марцінковського в Познані. 
У1844 році після смерті чоловіка   переїхала до палацу Сангушків у Гумніській.
Похована у родинній гробниці на |старому цвинтарі в Тарнуві (Польща).